# Helen Asemota
Helen Nosakhare Asemota és una bioquímica nigeriana radicada en Jamaica. És professora de bioquímica i biologia molecular i directora del Centre de Biotecnologia de la Universitat de les Índies Occidentals a Mona, Jamaica. La seva investigació desenvolupa estratègies biotecnològiques per a la producció i millora de conreus de tubercles tropicals. Destaca per liderar grans col·laboracions internacionals en biotecnologia, així com per actuar com a consultora internacional de biotecnologia per a l'Organització de les Nacions Unides.

## Biografia

### Primers anys i educació
Asemota va néixer a Nigèria. Va obtenir una llicenciatura en Ciències de la Universitat d'El Benín, un màster en Ciències de la Universitat Ahmadu Bello i un doctorat en filosofia de la Universitat de Frankfurt.

## Carrera
Al 1990 Asemota es va traslladar a Jamaica per ocupar el càrrec de Professora Honorària Associada en la Universitat de les Índies Occidentals. Va ser nomenada professora el 1996 i ascendida a Degana en bioquímica i biotecnologia el 1998. Al 2003, Asemota va ser promoguda a professora de bioquímica i biologia molecular. Va ser Professora Titular en la Universitat de Shaw, Carolina del Nord, de 2005 a 2012. Durant aquest temps va ser cap de la Divisió de nanobiologia de la Iniciativa de Nanotecnologia Shaw al Centre d'Investigació en Nanociència i Nanotecnologia (NNRC) de 2005 a 2009, Coordinadora del Programa de Ciències de la Natura i Ciències Biològiques de 2009 a 2010, i presidenta de la Junta de Revisió Institucional (IRB) de la Universitat de Shaw de 2006 a 2009, entre d'altres importants càrrecs.
Al 2013 va ser nomenada directora del Centre de Biotecnologia, una unitat d'investigació de la Universitat de les Índies Occidentals centrada en empreses de base biotecnològica.
Al moment del seu ascens a professora el 2003, Asemota era membre de la Xarxa de Biotecnologia del Carib, la Societat Bioquímica de Nigèria, l'Organització del Tercer Món per a la Dona en la Ciència i l'Associació Nigeriana de Dones en Ciència, Tecnologia i Matemàtiques. Va ser membre de l'American Biographical Institute, de la National Geographic Society, de l'Institut Nigerià de Ciència i Tecnologia dels Aliments i de l'Acadèmia de Ciències de Nova York.

### Investigació
En mudar-se a Jamaica, motivada pels problemes de producció i emmagatzematge en la indústria del nyam jamaicà, Asemota va continuar investigant el nyam, fundant el projecte multidisciplinari UWI Yam Biotechnology Project. Inicialment va investigar els efectes bioquímics de la remoció dels caps de nyam al moment de la collita, una pràctica agrícola comuna al país caribeny. Durant les dècades següents, l'equip de recerca d'Asemota ha investigat molts aspectes de la bioquímica i fisiologia del nyam, des d'estudis d'empremtes digitals d'ADN de varietats de nyam jamaicanes fins al metabolisme dels carbohidrats dels tubercles emmagatzemats.
Asemota ha estat investigadora principal de l'Institut Nacional de Salut (NIH) i de la Fundació Nacional de Ciències (NSF). Ha impartit classes en tot el món a estudiants de pregrau, postgrau i postdoctorat, i ha supervisat o assessorat almenys 30 estudiants de postgrau en bioquímica o biotecnologia. Té més de 250 publicacions i és propietària de quatre patents de la seva investigació.